# سیارک ۹۱۸۰
سیارک ۹۱۸۰ (به انگلیسی: 9180 Samsagan، نامگذاری:1991GQ) نه هزار و صد و هشتادمین سیارک کشف شده‌است که در ۸ آوریل ۱۹۹۱ کشف شد.